# Saunders Island (ö i Sydgeorgien och Sydsandwichöarna)

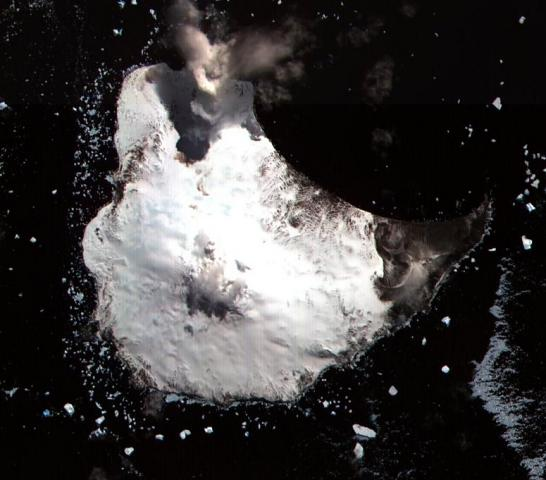

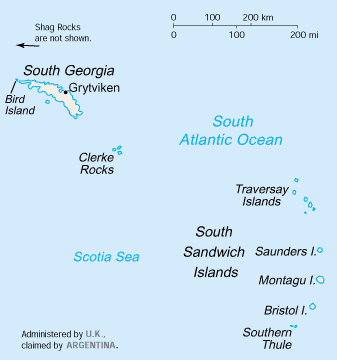

Saunders Island är en ö i Sydgeorgien och Sydsandwichöarna (Storbritannien). Den 
ligger i den östra delen av Sydgeorgien och Sydsandwichöarna.